# 王和平
王和平（?—?），字叔经。北海郡（治今山东省潍坊市一带）人。东汉方士。
王和平性好道术，自称可以成为神仙。汉灵帝时，济南孙邕从小拜他为师，跟他到京师。王和平病死，孙邕把葬在东陶。孙邕将他的书百余卷、药数袋送至墓葬处。王和平弟子夏荣说王和平尸解成仙，孙邕于是后悔没有拿他的宝书仙药。

## 延伸阅读
[在维基数据编辑]
 《後漢書/卷82下》，出自范晔《後漢書》